# Opel Astra H
L'Opel Astra H è un'autovettura di segmento C prodotta a partire dal 2004 dalla casa automobilistica tedesca Opel. Nel gennaio del 2010 è cominciata la sua sostituzione con il nuovo modello, l'Astra J, che dapprima ha sostituito la berlina a 5 porte e in seguito le altre versioni.

## Profilo
La terza generazione dell'Astra, denominata Astra H è stata presentata al Salone di Francoforte nel settembre del 2003 e lanciata sul mercato a marzo 2004.
Inizialmente è stata proposta con carrozzeria berlina a 5 porte, versione che ha sostituito nei primissimi mesi solo la precedente Astra G a due volumi e mezzo. In effetti, la nuova Astra ha compiuto una nuova rivoluzione dal punto di vista stilistico, ritornando alla configurazione a due volumi tuttavia impostata in maniera completamente differente rispetto all'Astra F. Esternamente l'Astra è infatti caratterizzata da una linea di cintura alta, linee tese, superfici definite da tagli netti, archi passaruota pronunciati e muso caratterizzato da un'ampia griglia radiatore. Il tutto le dona un'aria molto sportiva. I fari anteriori, di forma trapezoidale, sono assai pronunciati così come pronunciati sono anche i fari posteriori, a forma di goccia. Caratteristica era la striscia orizzontale cromata che ornava la calandra e che veniva riproposta anche in coda.

### Meccanica e motorizzazioni
Sviluppata sulla base della piattaforma Delta, a differenza dell'Astra G, che invece utilizzava il pianale GM2700 (più noto come GM T-body), l'Astra H abbina soluzioni tradizionali ad alcune novità particolari dal punto di vista meccanico. Per esempio, la geometria delle sospensioni prevede anteriormente lo schema MacPherson sostenuto da telaietto ausiliario dotato di barra antirollio cava e di bracci e supporti in lega di alluminio per ridurre la massa, mentre il retrotreno è a ruote interconnesse.  Ma già nella berlina a 5 porte, l'assetto è stato rivisto dalla Lotus, come è stato a suo tempo per alcune versioni dell'Astra G. Sempre per quanto riguarda le sospensioni, va segnalato il dispositivo CDC (continuous damping control), che consente la gestione elettronica degli ammortizzatori. Tra gli altri dispositivi elettronici, vanno segnalati il ESP e il controllo di trazione. Tutti questi dispositivi elettronici si interfacciano con la centralina elettronica tramite un ulteriore dispositivo denominato IDS, in modo da ottenere assetto e trazione ottimali in ogni condizione, inoltre in presenza del CDC adatta la rigidità degli ammortizzatori in base alle caratteristiche della strada e al comportamento di guida (Opel è stato il primo costruttore a introdurre nella categoria delle compatte un sistema avanzato di controllo dinamico degli ammortizzatori). A seconda delle motorizzazioni e dell'allestimento, alcune versioni sono dotate di un tasto denominato Sport in grado di variare la risposta dell'acceleratore e dello sterzo e in presenza del CDC di aumentare la rigidità degli ammortizzatori. Va segnalato inoltre l'impianto frenante a dischi presente su tutte le versioni. Quelli anteriori sono autoventilanti. Tra le altre novità meccaniche, alcune versioni montano un cambio a 6 marce, come per esempio la 2.0 16V Turbo, equipaggiata da un 2 litri turbocompresso da 170 CV. Proprio tale modello rappresentò la maggiore novità all'esordio dell'Astra H. Per il resto, la gamma era inizialmente composta dai nuovi 1.4, 1.6 e 1.8 in versione Twinport, nonché dal 1.7 CDTI con tecnologia common rail, disponibile in due livelli di potenza, 80 e 101 CV (sull'Astra G era disponibile solo la versione da 80 CV). Il 1.6 16V Twinport era già montato sulle ultime Astra G, ma nel nuovo modello vede la sua potenza massima crescere leggermente, passando da 103 a 105 CV, mentre i 1.4 e 1.8 Twinport invece hanno debuttato proprio sull'Astra H.
Nel novembre del 2004 fu introdotta la prima delle varianti dell'Astra H, ossia la versione station wagon. Nello stesso periodo, in seguito alla joint-venture tra General Motors e il Gruppo Fiat, l'Astra H ha visto estendere la gamma delle motorizzazioni con l'arrivo del 1.9 turbodiesel common rail di origine Fiat, proposto con potenze da 120 (8 valvole) e da 150 CV (16 valvole).
Nel 2005 è stata lanciata l'Astra GTC, una versione coupé a due volumi, e non più a tre, caratterizzata da una linea scattante e da alcune soluzioni stilistiche di grande effetto. Il 2005 ha visto anche il pensionamento del 2 litri turbo da 170 CV, inizialmente affiancato e successivamente rimpiazzato dalla versione da 200 CV. Sempre nel 2005, la gamma delle motorizzazioni a gasolio ha subito un aggiornamento: il 1.7 da 80 CV è stato sostituito dal nuovo 1.3 common rail, anch'esso di origine Fiat, e in grado di erogare 90 CV, perciò più economico, ma anche più potente.
Nell'aprile 2006 è stata introdotta la quarta variante di carrozzeria per l'Astra H, vale a dire l'Astra TwinTop, la versione aperta, dotata di tetto ripiegabile in metallo. Si tratta quindi di una coupé-cabriolet, la prima Astra in tale configurazione, la seconda Opel ad adottarla, dopo l'esordio della Tigra TwinTop. Al vertice della gamma viene lanciato il potente 2 litri turbo da 240 CV elaborato dalla OPC, che va a equipaggiare l'Astra 2.0 16V Turbo OPC, disponibile solo in versione GTC. E ancora, sempre nello stesso anno, il 1.8 16V è stato portato da 125 a 140 CV di potenza massima. Rimanendo nel 2006, in molti Paesi dell'Europa dell'Est e in Turchia, l'Astra H viene proposta anche con un'ulteriore variante di carrozzeria, cioè la berlina a tre volumi e 4 porte.
Nel febbraio 2007 c'è stato un restyling di lieve entità per tutta la gamma Astra H. Per l'occasione è stata lanciata una nuova motorizzazione, consistente in un 1.6 turbo a benzina, della potenza di 180 CV. Contemporaneamente è stato pensionato il 1.9 a gasolio da 120 CV, in favore di una nuova evoluzione del 1.7 CDTI, che arriva a 125 CV e affianca la meno potente versione da 101 CV. Sempre durante il 2007, il 1.6 16V aspirato è passato da 105 a 115 CV, mentre è stato tolto dal listino il 2 litri sovralimentato da 200 CV. E ancora, nel 2007, l'Irlanda diviene il primo Paese dell'Europa occidentale ad avere in listino l'Astra berlina a tre volumi.
Nell'autunno del 2008, l'Astra berlina a tre volumi viene commercializzata anche in Germania.
Con 49.268 esemplari venduti, l'ultima serie dell'Astra è risultata l'automobile più venduta in Europa nel mese di settembre 2007. Ma questo è stato solo un particolare della carriera commerciale che ha accompagnato l'Astra H: la terza serie dell'Astra ha costituito per la prima volta una valida concorrente nei confronti del best seller del segmento C, ossia la Volkswagen Golf. Infatti, le due serie precedenti, specialmente l'Astra G, hanno avuto un successo solo parziale, particolarmente evidente solo nelle configurazioni giardinetta. Invece l'Astra H ha trovato un riscontro positivo anche nelle altre versioni, tranne il coupé-cabriolet, commercializzata in quantità molto più ridotte.
Nel gennaio del 2010 la versione berlina a 5 porte viene sostituita dal nuovo modello, la Astra J, ma le versioni station wagon, coupé e coupé-cabrio rimangono in listino ancora per qualche mese, prima di venire via via sostituite anch'esse dai nuovi modelli.

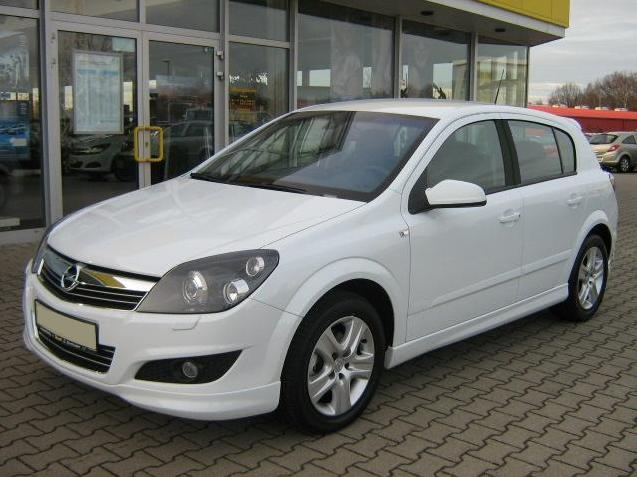
Una Astra H berlina a due volumi con il restyling del 2007

## Versioni ed evoluzione
Come è stato per la sua antenata, l'Astra G, così anche l'Astra H è stata proposta in più varianti di carrozzeria, già viste in precedenza, ma esaminate più in particolare di seguito.

### La berlina a due volumi
La versione che ha sancito l'esordio sul mercato dell'Astra H è una berlina a due volumi, con la quale la Casa di Rüsselsheim si è accomiatata dalla configurazione a due volumi e mezzo prevista per l'Astra G, configurazione accolta solo tiepidamente dal pubblico, visto il crollo del gradimento di questo genere di carrozzerie. Per fare in modo che la nuova Astra incontrasse finalmente successo anche in versione berlina a 5 porte, la Opel è tornata alla configurazione a due volumi, ma il risultato è stato di gran lunga migliore rispetto a quello dell'Astra F (anch'essa a due volumi nelle versioni a 3 e 5 porte). L'abitabilità interna, decisamente superiore, anche se non ottimale, specie nella zona posteriore, ha costituito un valore aggiunto per l'Astra H a 5 porte, così da accrescere il gradimento del pubblico e decretarne un migliore successo commerciale.
Le motorizzazioni previste per l'esordio dell'Astra H a 5 porte erano tutte a 4 valvole per cilindro e includevano tra i benzina il 1.4 e il 1.6 Twinport, nonché il 1.8 bialbero già montato nella serie precedente e il nuovo 2 litri turbo da 170 CV. Sul fronte diesel, invece, vi era inizialmente un solo motore, il 1.7 CDTI, declinato però in due livelli di potenza, 80 e 101 CV. In seguito, la gamma motori si sarebbe ampliata notevolmente, arrivando a includere i propulsori 1.3 CDTI e 1.9 CDTI di origine Fiat e, dopo il restyling del 2007, anche un 1.6 turbo a benzina.
Per il mercato austriaco, fin dall'inizio era previsto anche un 1,4 depotenziato a 75 CV.

### La station wagon

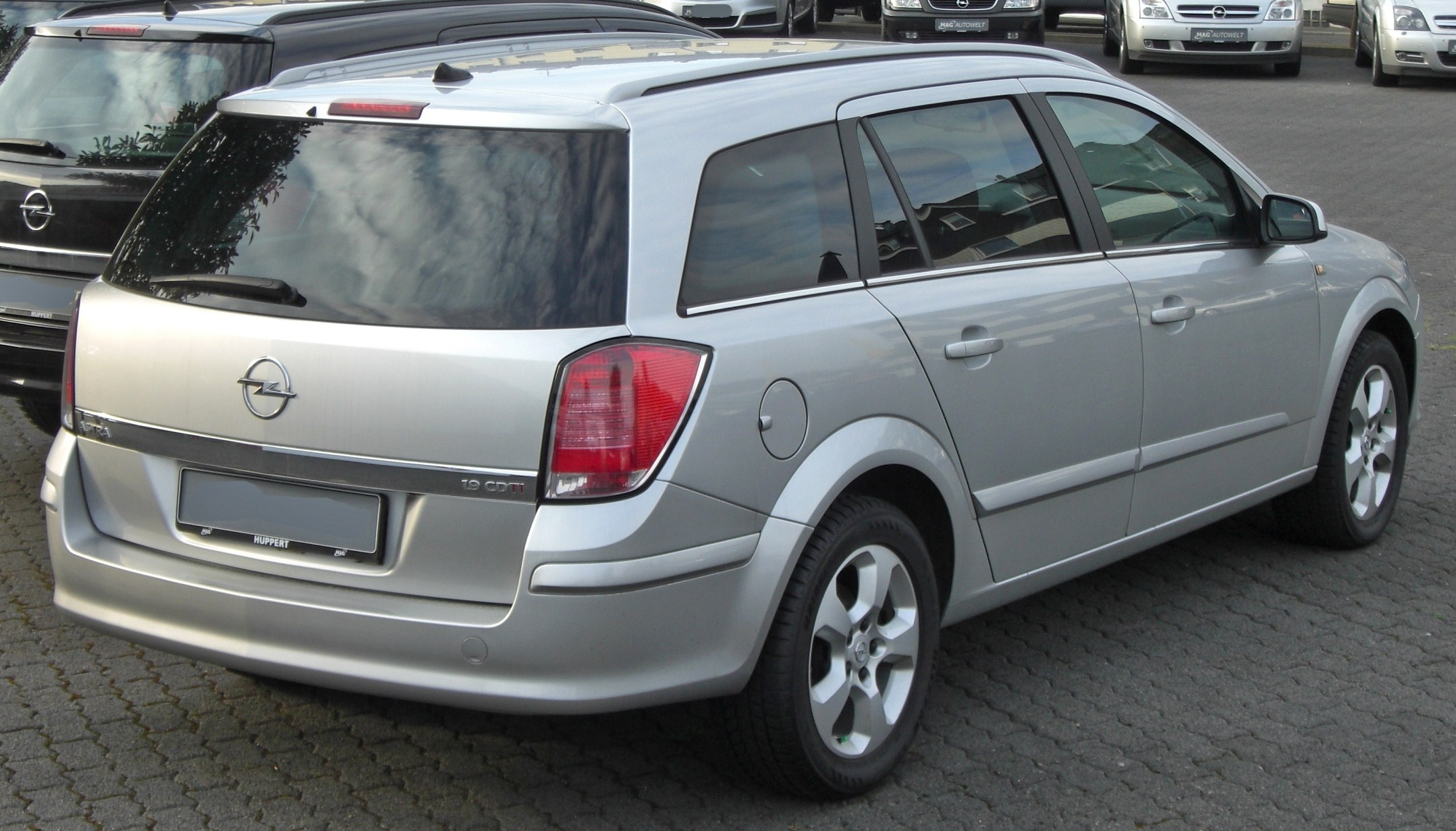
Un'Astra H SW

Pochi mesi dopo l'esordio della berlina a 5 porte, venne introdotta l'Astra SW. Come sempre, la parte più caratterizzante è quella posteriore, dotata di un vano bagagli facilmente fruibile. In realtà, rispetto alla concorrenza, l'Astra H SW non brilla per la capienza del suo bagagliaio, che però è molto più modulabile a seconda delle esigenze, rispetto alle concorrenti principali (prima fra tutte la Focus SW). Si è cercato comunque di migliorare il più possibile la capacità di carico, adottando una coda verticale che non vuole in alcun modo sottrarre spazio alle esigenze dell'utente. Un'altra caratteristica è quella dell'allungamento dell'interasse, cresciuto di 9 cm. Le motorizzazioni proposte all'esordio ricalcano quelle della berlina, con l'aggiunta dei diesel Fiat common rail.
Inoltre, sempre per contrastare la concorrenza, l'Astra H SW è stata l'unica che al momento del suo esordio offriva l'ESP di serie (solo su alcuni allestimenti), nonché la possibilità di personalizzare anche la rigidità delle sospensioni, per una dinamica di marcia più entusiasmante Anche la versione station wagon è stata soggetta nel 2007 al restyling che ha interessato l'intera gamma dell'Astra H.

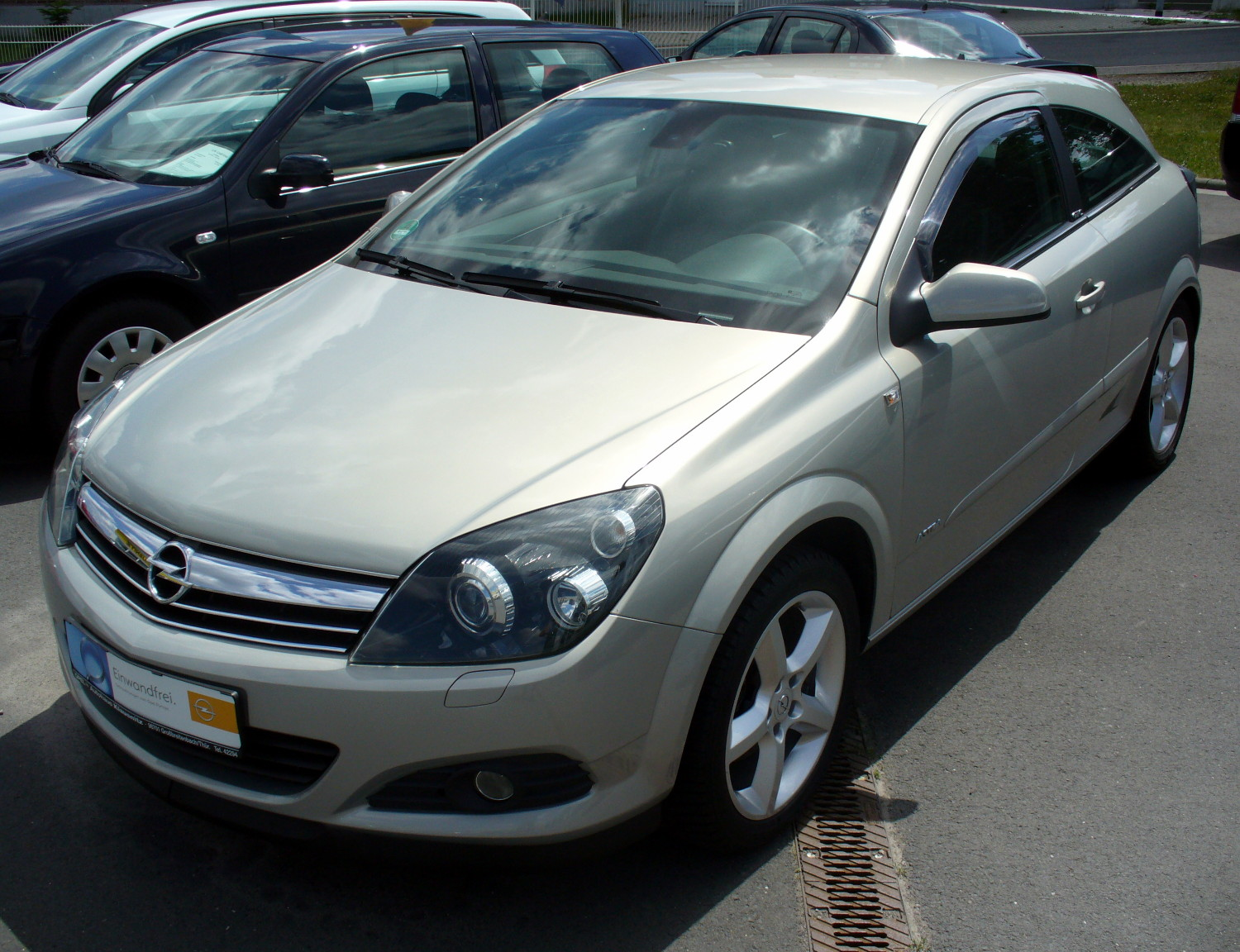
Un'Astra GTC

### La coupé GTC
La versione coupé è stata lanciata nel 2005 e ha assunto la denominazione di GTC in quasi tutti i mercati, tranne in quelli dove non è stata commercializzata con il marchio Opel (Gran Bretagna, Australia, ecc).
Questa versione è andata a raccogliere il testimone della precedente Astra G Coupé disegnata da Bertone, ma lo ha fatto tornando anche in questo caso a una carrozzeria a due volumi, dal design comunque sportivo e scattante.

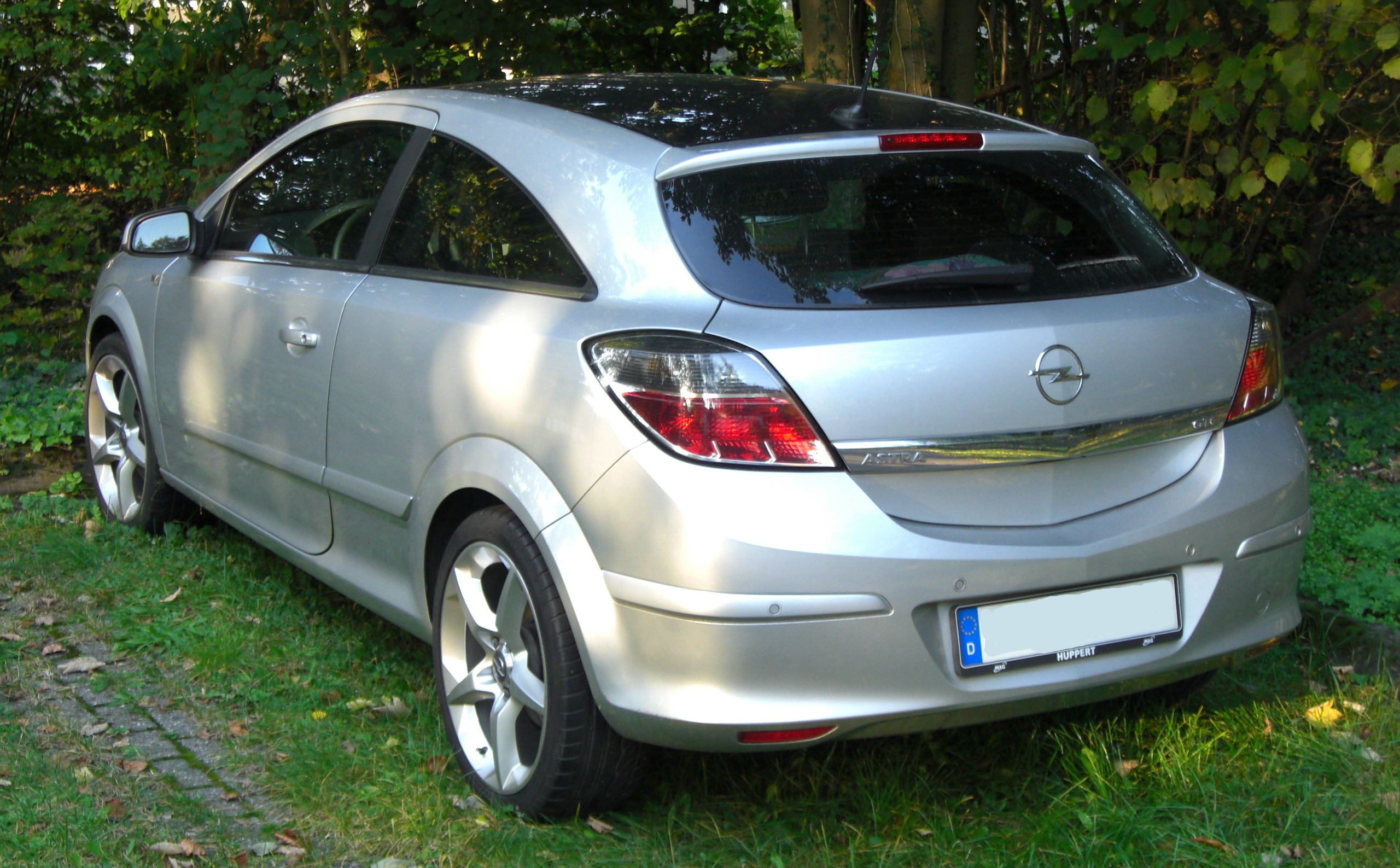
Un'Astra GTC

Il design della versione GTC, pur riprendendo lo stile della berlina, era molto diversa da quest'ultima, in quanto nessuna parte della carrozzeria della GTC, a parte cofano e parafanghi anteriori, era in comune con la berlina, avendo una linea di profilo del tetto con un accentuato arco e un vetro laterale posteriore molto angolato: il tutto permetteva di avere un tetto più basso di 15 mm rispetto alla versione a 5 porte, il che accentuava la sportività della vettura. Una delle caratteristiche stilistiche più particolari dell'Astra GTC stava nel suo parabrezza arcuato di tipo panoramico, una soluzione ripresa alcuni anni dopo solo dalla Citroën C3 II seconda serie. La versione di punta della gamma iniziale della GTC era il 2 litri turbo, proposto sia nella versione da 170 CV già montata sulle altre Astra H, sia nella più potente versione da 200 CV.
Pochi mesi dopo, però, al top della gamma andò però a posizionarsi la più potente Astra GTC OPC, dotata di un 2 litri turbo da 240 CV che le garantiva una velocità massima di 244 km/h. Tale versione montava di serie dei cerchi da 18 pollici, ma in opzione era possibile avere anche quelli da 19 pollici.
Durante la sua carriera l'Astra GTC è stata disponibile anche in alcune delle più performanti motorizzazioni a gasolio previste per la gamma.
La commercializzazione dell'Astra GTC su base Astra H è andata avanti per tutto il 2010, nonostante già dal mese di gennaio di quell'anno la berlina fosse già stata sostituita dalla nuova Astra J. Anche per gran parte del 2011 la GTC è rimasta a listino, ma già dal mese di giugno era possibile ordinare la nuova GTC basata sulla nuova generazione dell'Astra. L'Astra GTC basata sulla serie H esce così di produzione.

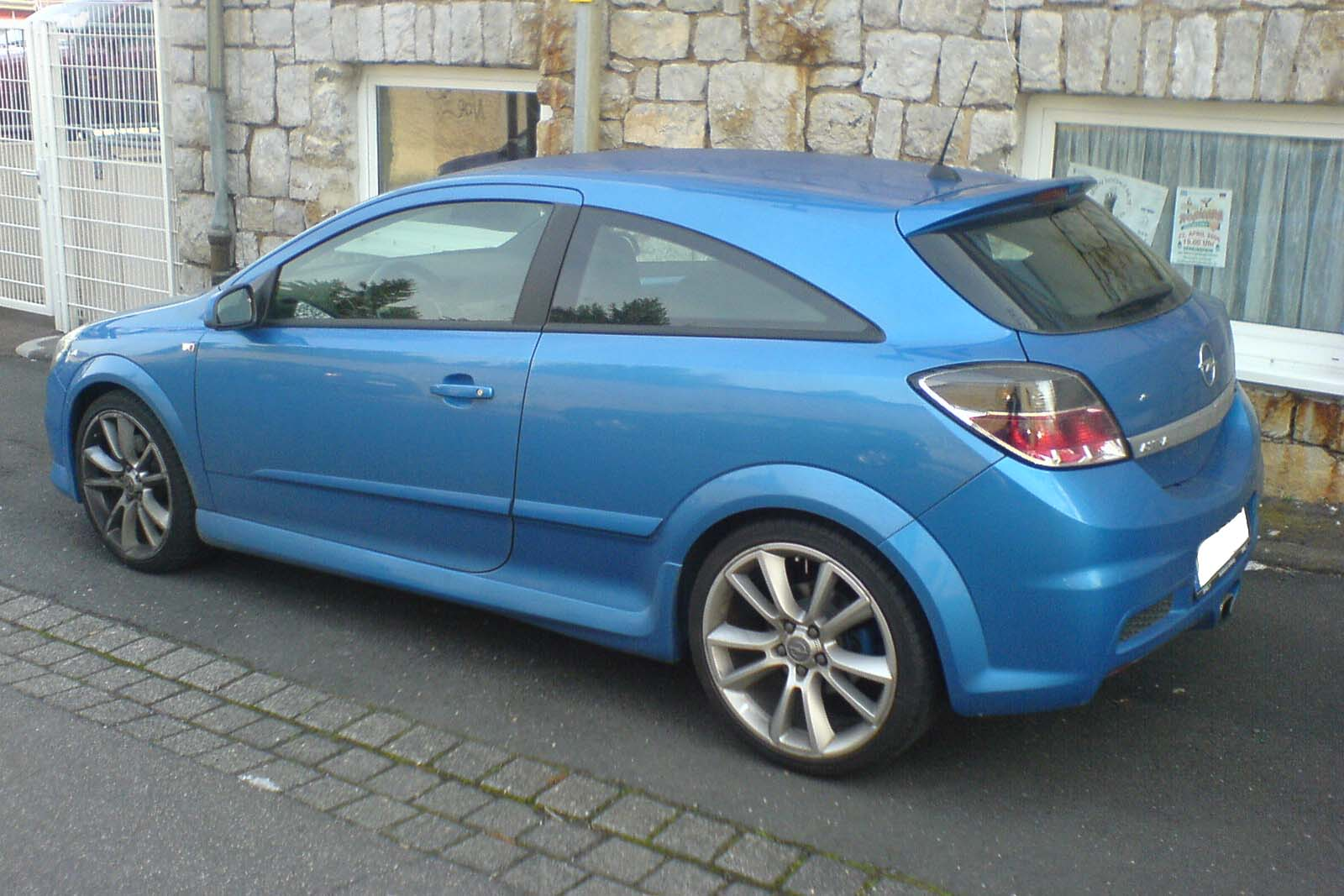
Un'Astra OPC

### OPC
Alla fine del 2005 è stata presentata la versione OPC della Astra. Si tratta della versione GTC opportunamente modificata per accogliere il motore 2.0 litri quattro cilindri turbo da 176 kW (240 CV). 

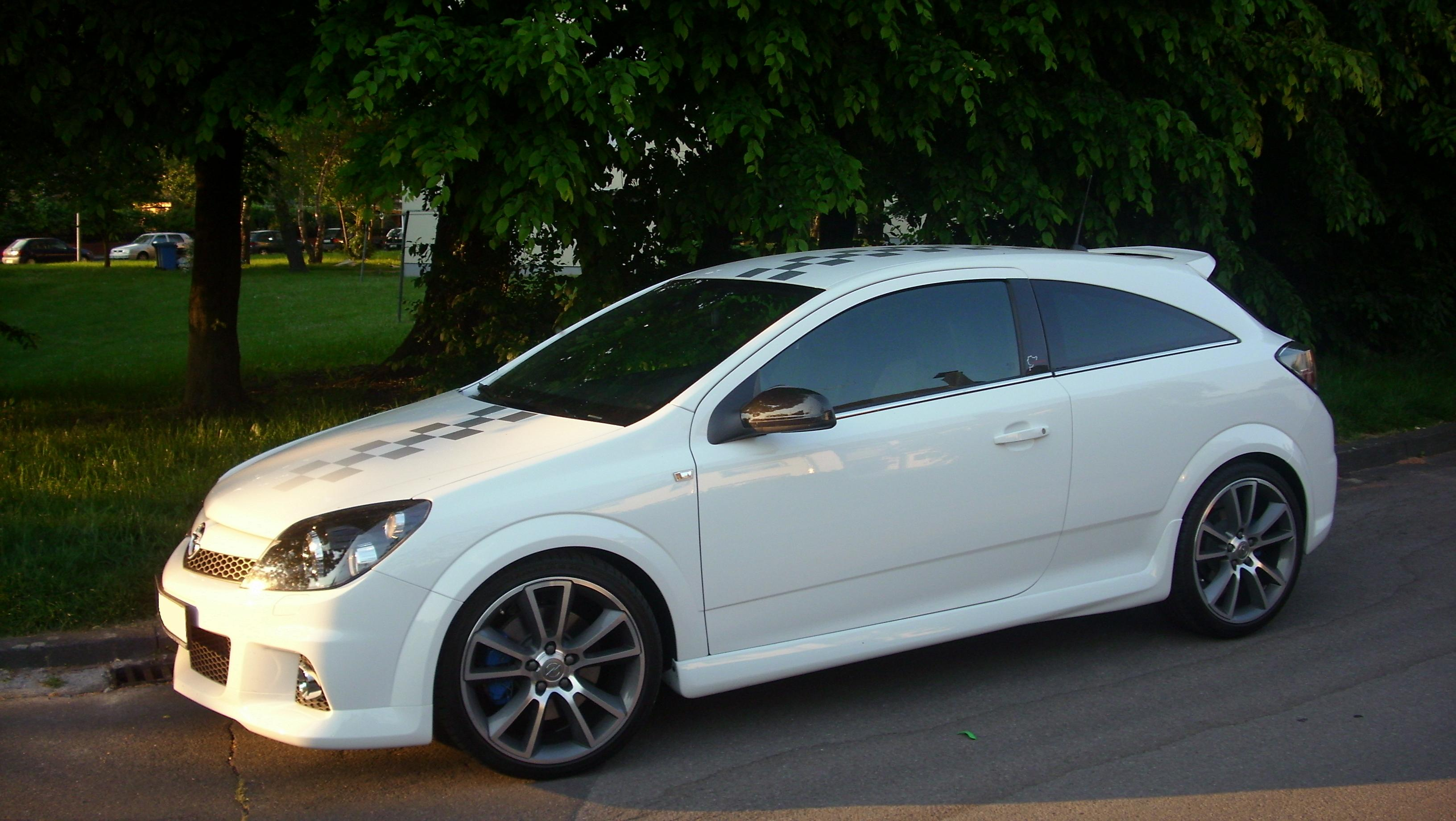
Opel Astra OPC Nürburgring Edition

Questa versione è dotata di assetto ribassato con sistema CDC di serie, scarico in posizione centrale, cerchi da 18 "(optional cerchi da 19") e sedili sportivi Recaro. I 240 CV di questo motore permettono alla Astra OPC di accelerare da 0 a 100 km/h in 6,4 secondi e di toccare una velocità massima di 244 km/h.
Inoltre, nel 2008, è stato presentato un modello denominato OPC Nürburgring Edition con la rappresentazione del tracciato su cofano, tetto e sedili. Il modello ha portato al debutto il sistema IDS+ II.

### La berlina a tre volumi
L'Astra H a tre volumi e a 4 porte viene presentata a Istanbul il 19 ottobre del 2006 come versione "sedan" per quei mercati tradizionalmente molto ricettivi verso tale configurazione di carrozzeria, e principalmente i Paesi dell'Est europeo e la Turchia.

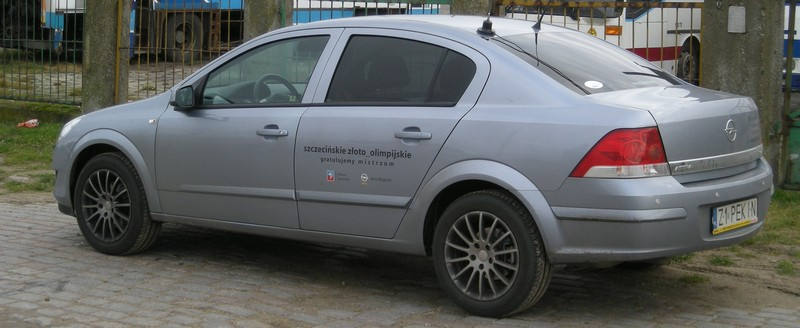
Vista di tre quarti posteriore di un'Astra berlina a 4 porte

Prodotta nello stabilimento di Gliwice (Polonia), l'Astra H a 4 porte nasce sul pianale allungato utilizzato dalla versione giardinetta. La berlina a 4 porte è dotata di una linea filante, data dall'aggiunta del terzo volume posteriore. La lunghezza del corpo vettura aumenta così di circa 34 cm. I fari posteriori, ovviamente ridisegnati per sposarsi meglio con la nuova "coda", ricordano nel disegno quelli della Golf V Variant.
Le motorizzazioni previste per l'Astra 4 porte sono tranquille, per nulla esuberanti, e includono il 1.6 da 115 CV e il 1.8 da 140, ma anche il 1.3 CDTI da 90 CV e il 1.7 CDTI da 101 CV.
Tra il 2007 e il 2008, l'Astra H berlina a 4 porte viene anche proposta in due mercati dell'Europa Occidentale, e precisamente l'Irlanda e la Germania.

### La coupé-cabriolet

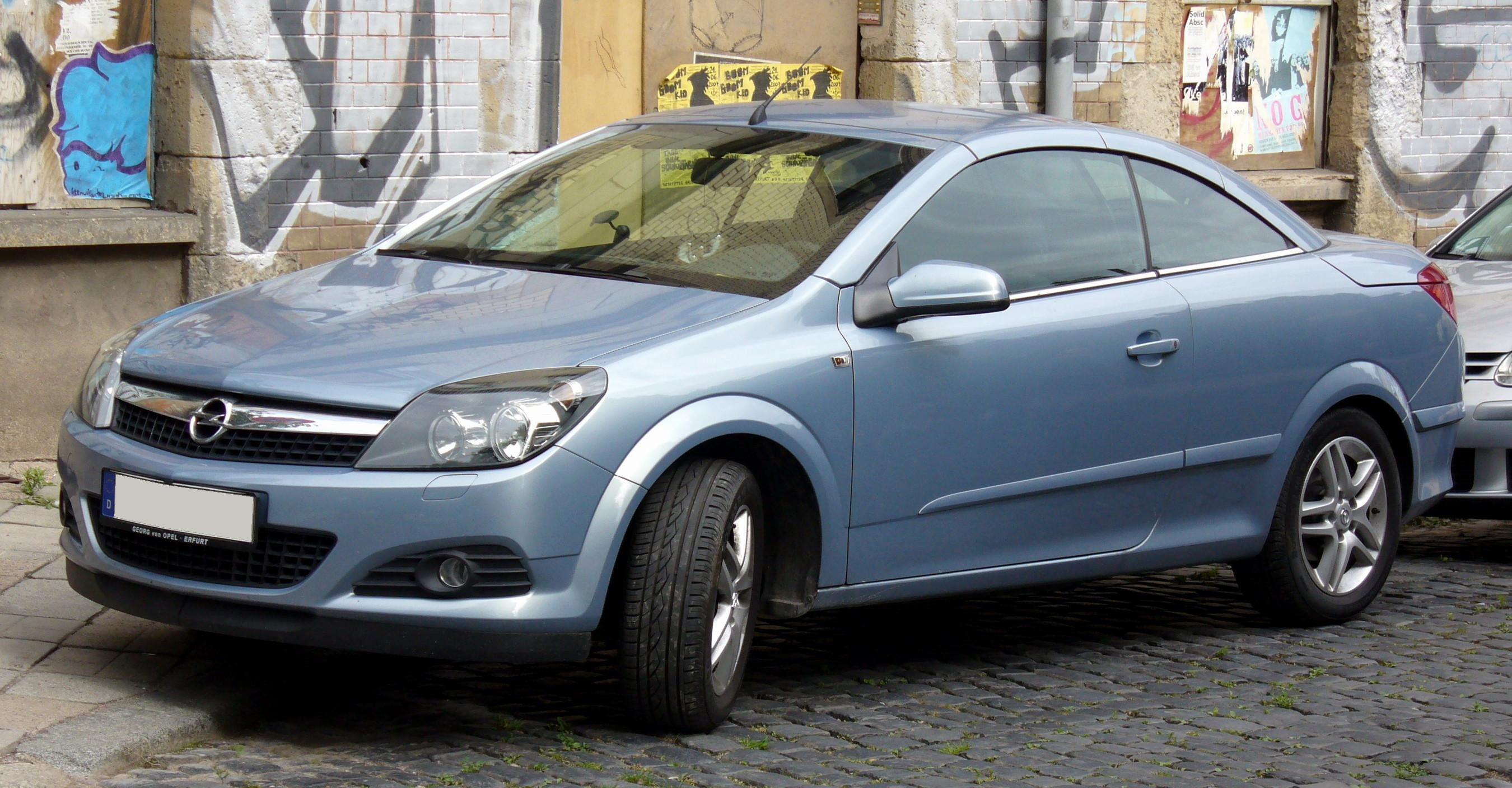
Un'Astra TwinTop a tetto chiuso, che può aprirsi e trasformare la vettura in una cabriolet

Come da tradizione, nel 2006 la gamma dell'Astra H va ad ampliarsi con l'arrivo della versione apribile, denominata Astra TwinTop, che stavolta propone una novità: sull'onda del successo dei tetti rigidi ripiegabili, utilizzati su svariati modelli (specialmente Peugeot e Mercedes-Benz), anche la Casa di Rüsselsheim si adegua e introduce questa variante coupé-cabriolet, per la prima volta proposta su un'Astra. A tetto chiuso, la vettura assume una configurazione a tre volumi e a due porte, ed è lunga quasi come la berlina a tre volumi, ma la misura del passo è uguale a quella della berlina a 5 porte e della GTC. Il disegno della coda e dei fari posteriori ricorda abbastanza quello della coda della Tigra TwinTop.
L'Astra TwinTop è stata proposta in quattro motorizzazioni: un 1.6 aspirato da 115 CV, un 1.6 turbo da 180 CV, un 1.8 aspirato da 140 CV e un 1.9 CDTI da 150 CV.
La sua produzione termina nel marzo del 2011: l'Astra TwinTop è l'unica variante della gamma a non essere più rimpiazzata da una corrispondente versione "scoperta" della successiva gamma dell'Astra J. Infatti il suo posto verrà preso dalla Opel Cascada, le cui immagini sono state diffuse nel corso del 2012 e il cui lancio è avvenuto nella primavera dell'anno seguente.

## Caratteristiche e versioni

### Berlina 5 porte
| Modello                          | Motore         | Cilindrata cm³ | Potenza CV/rpm | Coppia Nm/rpm  | Cambio/ nº rapporti | Massa a vuoto (kg) | Velocità max | Acceler. 0–100 km/h | Consumo medio (l/100 km) | Anni di produzione |
| A benzina                        |                |                |                |                |                     |                    |              |                     |                          |                    |
| 1.4 16v (solo mercato austriaco) | Z14XEL         | 1364           | 75/5200        | 120/3800       | M/5                 | -                  | 165          | 15"2                | 6,3                      | -                  |
| 1.4 16v Twinport                 | Z14XEP         | 1364           | 90/5600        | 125/4000       | M/5                 | 1.155              | 178          | 13"7                | 6,3                      | 2004-09            |
| 1.6 16v Twinport                 | Z16XEP         | 1598           | 105/6000       | 150/3900       | M/5                 | 1.190              | 185          | 12"3                | 6,6                      | 2004-07            |
| 1.6 16v Twinport                 | Z16XER         | 1598           | 115/6000       | 155/4000       | M/5                 | 1.195              | 191          | 11"7                | 6,5                      | 2007-09            |
| 1.6 16v Turbo                    | Z16LET         | 1598           | 180/5500       | 230/1980-5500  | M/6                 | 1.280              | 221          | 8"3                 | 7,7                      | 2007-09            |
| 1.8 16v                          | Z18XE          | 1796           | 125/5600       | 170/3800       | M/5                 | 1.223              | 198          | 10"8                | 7,8                      | 2004-06            |
| 1.8 16v                          | Z18XER         | 1796           | 140/6300       | 175/3800       | M/5                 | 1.203              | 208          | 10"2                | 7,1                      | 2006-09            |
| 2.0 16v Turbo                    | Z20LEL         | 1998           | 170/5200       | 250/1950-4000  | M/6                 | 1.315              | 217          | 8"9                 | 9,1                      | 2004-05            |
| 2.0 16v Turbo                    | Z20LER         | 1998           | 200/5400       | 262/1950-4200  | M/6                 | 1.315              | 230          | 8"2                 | 9,4                      | 2005-07            |
| A gasolio                        |                |                |                |                |                     |                    |              |                     |                          |                    |
| 1.3 16v CDTI                     | Z13DTH         | 1248           | 90/4000        | 200/ 1750-2500 | M/6                 | 1.265              | 172          | 13"7                | 4,9                      | 2005-09            |
| 1.7 16v CDTI                     | Z17DTL         | 1686           | 80/4400        | 170/ 1800-2800 | M/5                 | 1.260              | 168          | 15"                 | 4,9                      | 2004-05            |
| 1.7 16v CDTI                     | Z17DTH         | 1686           | 101/4400       | 240/2300       | M/5                 | 1.290              | 181          | 12"3                | 5                        | 2004-06            |
| 1.7 16v CDTI                     | Z17DTJ         | 1686           | 110/3800       | 260/2300       | M/6                 | 1.310              | 185          | 11"7                | 5,3                      | 2007-09            |
| 1.7 16v CDTI                     | Z17DTJ Ecoflex | 1686           | 110/3800       | 260/2300       | M/6                 | 1.280              | 188          | 11"7                | 4,5                      | 2007-09            |
| 1.7 16v CDTI                     | Z17DTR         | 1686           | 125/4000       | 280/2300       | M/6                 | 1.310              | 195          | 10"5                | 5,5                      | 2007-09            |
| 1.9 8v CDTI                      | Z19DTL         | 1910           | 100/4400       | 240/2300       | M/6                 | 1.370              | 180          | 12"3                | 5,2                      | 2005-07            |
| 1.9 8v CDTI                      | Z19DTJ         | 1910           | 120/4000       | 280/ 2000-2750 | M/6                 | 1.393              | 191          | 10"5                | 6,1                      | 2004-05            |
| 1.9 8v CDTI                      | Z19DT          | 1910           | 120/4000       | 280/ 2000-2750 | M/6                 | 1.393              | 191          | 10"1                | 5,8                      | 2005-09            |
| 1.9 16v CDTI                     | Z19DTH         | 1910           | 150/4000       | 320/ 2000-2750 | M/6                 | 1.318              | 208          | 8"9                 | 5,7                      | 2004-10            |

### Berlina 4 porte
| Modello          | Motore | Cilindrata cm³ | Potenza CV/rpm | Coppia Nm/rpm | Cambio/ nº rapporti | Massa a vuoto (kg) | Velocità max | Acceler. 0–100 km/h | Consumo medio (l/100 km) | Anni di produzione |
| A benzina        |        |                |                |               |                     |                    |              |                     |                          |                    |
| 1.6 16v Twinport | Z16XEP | 1598           | 105/6000       | 150/3900      | M/5                 | 1.335              | 185          | 12"7                | 6,7                      | 2006-07            |
| 1.6 16v Twinport | Z16XER | 1598           | 115/6000       | 155/4000      | M/5                 | 1.260              | 191          | 12"3                | 6,6                      | 2007-10            |
| 1.8 16v          | Z18XER | 1796           | 140/6300       | 175/3800      | M/5                 | 1.245              | 208          | 10"2                | 7,8                      | 2004-06            |
| A gasolio        |        |                |                |               |                     |                    |              |                     |                          |                    |
| 1.3 16v CDTI     | Z13DTH | 1248           | 90/4000        | 200/1750-2500 | M/6                 | 1.400              | 172          | 13"7                | 4,9                      | dal 2006           |
| 1.7 16v CDTI     | Z17DTH | 1686           | 101/4400       | 240/2300      | M/5                 | 1.410              | 181          | 12"3                | 5                        | dal 2006           |

### GTC
| Modello           | Motore | Cilindrata cm³ | Potenza CV/rpm | Coppia Nm/rpm | Cambio/ nº rapporti | Massa a vuoto (kg) | Velocità max | Acceler. 0–100 km/h | Consumo medio (l/100 km) | Anni di produzione |
| A benzina         |        |                |                |               |                     |                    |              |                     |                          |                    |
| 1.4 16v Twinport  | Z14XEP | 1364           | 90/5600        | 125/4000      | M/5                 | 1.135              | 180          | 13"6                | 6,3                      | 2004-10            |
| 1.6 16v Twinport  | Z16XEP | 1598           | 105/6000       | 150/3900      | M/5                 | 1.170              | 187          | 12"2                | 6,6                      | 2004-07            |
| 1.6 16v Twinport  | Z16XER | 1598           | 115/6000       | 155/4000      | M/5                 | 1.175              | 193          | 11"6                | 6,5                      | 2007-10            |
| 1.6 16v Turbo     | Z16LET | 1598           | 180/5500       | 230/1980-5500 | M/6                 | 1.260              | 223          | 8"2                 | 7,7                      | 2007-10            |
| 1.8 16v           | Z18XE  | 1796           | 125/5600       | 170/3800      | M/5                 | 1.190              | 200          | 10"7                | 7,7                      | 2004-06            |
| 1.8 16v           | Z18XER | 1796           | 140/6300       | 175/3800      | M/5                 | 1.190              | 210          | 10"1                | 7,1                      | 2006-10            |
| 2.0 16v Turbo     | Z20LEL | 1998           | 170/5200       | 250/1950-4000 | M/6                 | 1.290              | 220          | 7"9                 | 9                        | 2004               |
| 2.0 16v Turbo     | Z20LER | 1998           | 200/5400       | 262/1950-4200 | M/6                 | 1.290              | 234          | 7"8                 | 9,4                      | 2004-07            |
| 2.0 16v Turbo OPC | Z20LEH | 1998           | 240/5600       | 320/2400      | M/6                 | 1.318              | 244          | 6"4                 | 9,2                      | 2006-10            |
| A gasolio         |        |                |                |               |                     |                    |              |                     |                          |                    |
| 1.3 16v CDTI      | Z13DTH | 1248           | 90/4000        | 200/1750-2500 | M/6                 | 1.235              | 174          | 13"6                | 4,8                      | 2005-10            |
| 1.7 16v CDTI      | Z17DTL | 1686           | 101/4400       | 240/2300      | M/5                 | 1.240              | 182          | 12"2                | 5                        | 2005-06            |
| 1.7 16v CDTI      | Z17DTJ | 1686           | 110/3800       | 260/2300      | M/6                 | 1.290              | 187          | 11"6                | 5,2                      | 2007-10            |
| 1.7 16v CDTI      | Z17DTR | 1686           | 125/4000       | 280/2300      | M/6                 | 1.290              | 197          | 10"4                | 5,4                      | 2007-10            |
| 1.9 8v CDTI       | Z19DT  | 1910           | 120/4000       | 280/2000-2750 | M/6                 | 1.330              | 193          | 10"5                | 5,8                      | 2005-09            |
| 1.9 16v CDTI      | Z19DTH | 1910           | 150/4000       | 320/2000-2750 | M/6                 | 1.315              | 210          | 8"9                 | 5,8                      | 2005-10            |

### Station wagon
| Modello             | Motore         | Cilindrata cm³ | Potenza CV/rpm | Coppia Nm/rpm | Cambio/ nº rapporti | Massa a vuoto (kg) | Velocità max | Acceler. 0–100 km/h | Consumo medio (l/100 km) | Anni di produzione |
| A benzina           |                |                |                |               |                     |                    |              |                     |                          |                    |
| 1.4 16v             | Z14XEL         | 1364           | 75/5200        | 120/3800      | M/5                 | -                  | 165          | 14"8                | 6,3                      | -                  |
| 1.4 16v Twinport    | Z14XEP         | 1364           | 90/5600        | 125/4000      | M/5                 | 1.280              | 178          | 14"1                | 6,3                      | 2005-10            |
| 1.6 16v Twinport    | Z16XEP         | 1598           | 105/6000       | 150/3900      | M/5                 | 1.315              | 185          | 12"7                | 6,7                      | 2005-07            |
| 1.6 16v Twinport    | Z16XER         | 1598           | 115/6000       | 155/4000      | M/5                 | 1.240              | 191          | 12"                 | 6,6                      | 2007-10            |
| 1.6 16v GPL Ecoflex | -              | 1598           | 115/6000       | 155/4000      | M/5                 | 1.305              | 172          | 14"1                | 4,9                      | 2009-10            |
| 1.6 16v Turbo       | Z16LET         | 1598           | 180/5500       | 230/1980-5500 | M/6                 | 1.320              | 221          | 8"5                 | 7,7                      | 2007-09            |
| 1.8 16v             | Z18XE          | 1796           | 125/5600       | 170/3800      | M/5                 | 1.325              | 198          | 10"9                | 7,8                      | 2005-06            |
| 1.8 16v             | Z18XER         | 1796           | 140/6300       | 175/3800      | M/5                 | 1.325              | 207          | 10"5                | 7,4                      | 2006-10            |
| 2.0 16v Turbo       | Z20LEL         | 1998           | 170/5200       | 250/1950-4000 | M/6                 | 1.425              | 217          | 8"9                 | 9,1                      | 2005               |
| 2.0 16v Turbo       | Z20LER         | 1998           | 200/5400       | 262/1950-4200 | M/6                 | 1.425              | 230          | 8"4                 | 9,4                      | 2005-07            |
| A gasolio           |                |                |                |               |                     |                    |              |                     |                          |                    |
| 1.3 16v CDTI        | Z13DTH         | 1248           | 90/4000        | 200/1750-2500 | M/6                 | 1.380              | 172          | 14"2                | 4,8                      | 2005-10            |
| 1.7 16v CDTI        | Z17DTH         | 1686           | 101/4400       | 240/2300      | M/5                 | 1.393              | 180          | 12"5                | 5                        | 2005-06            |
| 1.7 16v CDTI        | Z17DTJ         | 1686           | 110/3800       | 260/2300      | M/6                 | 1.350              | 185          | 12"                 | 5,3                      | 2007-10            |
| 1.7 16v CDTI        | Z17DTJ Ecoflex | 1686           | 110/3800       | 260/2300      | M/6                 | 1.320              | 188          | 12"                 | 4,5                      | 2007-10            |
| 1.7 16v CDTI        | Z17DTR         | 1686           | 125/4000       | 280/2300      | M/6                 | 1.350              | 195          | 10"7                | 5,5                      | 2007-10            |
| 1.9 8v CDTI         | Z19DTL         | 1910           | 100/4400       | 240/2300      | M/6                 | 1.440              | 180          | 12"3                | 5,2                      | 2005-07            |
| 1.9 8v CDTI         | Z19DT          | 1910           | 120/4000       | 280/2000-2750 | M/6                 | 1.450              | 190          | 10"8                | 5,8                      | 2005-09            |
| 1.9 16v CDTI        | Z19DTH         | 1910           | 150/4000       | 320/2000-2750 | M/6                 | 1.375              | 207          | 9"2                 | 5,7                      | 2005-10            |

### TwinTop
| Modello          | Motore | Cilindrata cm³ | Potenza CV/rpm | Coppia Nm/rpm  | Cambio/ nº rapporti | Massa a vuoto (kg) | Velocità max | Acceler. 0–100 km/h | Consumo medio (l/100 km) | Anni di produzione |
| A benzina        |        |                |                |                |                     |                    |              |                     |                          |                    |
| 1.6 16v Twinport | Z16XEP | 1598           | 105/6000       | 150/3900       | M/5                 | 1.440              | 186          | 14"1                | 7                        | 2006-07            |
| 1.6 16v Twinport | Z16XER | 1598           | 115/6000       | 155/4000       | M/5                 | 1.440              | 192          | 13"3                | 6,9                      | 2007-10            |
| 1.8 16v          | Z18XER | 1796           | 140/6300       | 175/3800       | M/5                 | 1.455              | 209          | 11"4                | 7,7                      | 2006-10            |
| 2.0 16v Turbo    | Z20LER | 1998           | 200/5400       | 262/ 1950-4200 | M/6                 | 1.560              | 237          | 8"9                 | 9,5                      | 2006-07            |
| A gasolio        |        |                |                |                |                     |                    |              |                     |                          |                    |
| 1.9 16v CDTI     | Z19DTH | 1910           | 150/4000       | 320/ 2000-2750 | M/6                 | 1.570              | 213          | 10"2                | 6,1                      | 2006-10            |

## L'Astra H nel mondo

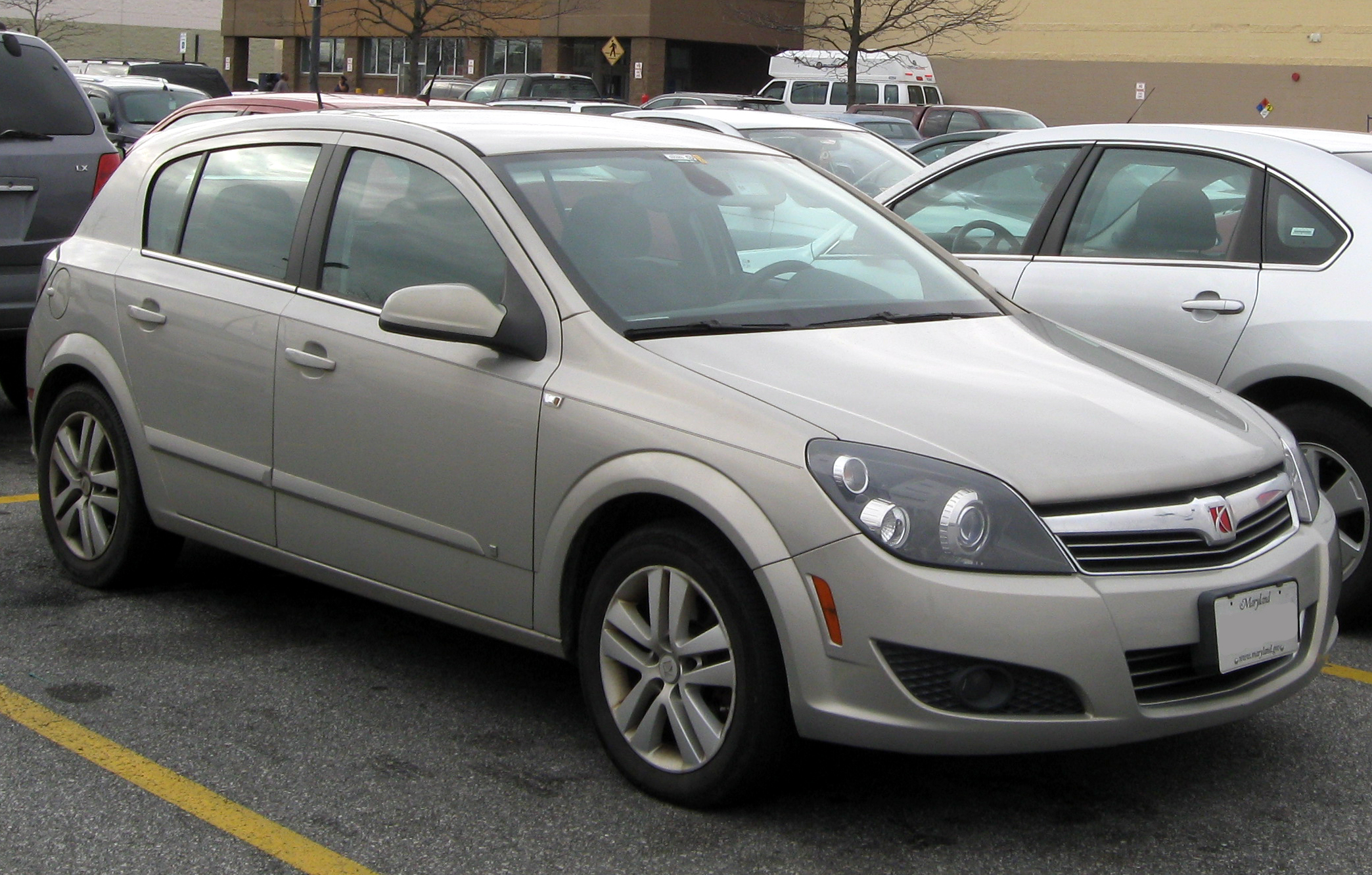
Una Saturn Astra

L'Astra è stata commercializzata con altri marchi, e talvolta anche altre denominazioni, in svariate zone del pianeta.
Come di consueto, in Gran Bretagna l'Astra viene commercializzata con il marchio Vauxhall: qui la versione coupé viene commercializzata con la denominazione di Sport Hatch.
Spostandoci in Sudamerica, dal 2005 l'Astra a tre volumi viene commercializzata con il nome di Vectra, e va a sostituire la Opel Vectra B, in listino dal 1996. Il marchio utilizzato nei mercati sudamericani è tradizionalmente quello della Chevrolet. Sempre in Sudamerica, le Astra a 5 porte vengono denominate Chevrolet Vectra GT, per distinguerle dalle Chevrolet Astra, che in quei mercati identificano le vecchie Astra G,  le quali sono laggiù ancora in listino.
In Messico, l'Astra H viene invece commercializzata come Chevrolet Astra, ma nel 2008 viene tolta di produzione e il suo vuoto viene riempito successivamente dalla Chevrolet Cruze.
In Canada e negli Stati Uniti, l'Astra H viene commercializzata come Saturn Astra, mentre in Australia e Nuova Zelanda, l'Astra viene commercializzata con il consueto marchio Holden. In tali mercati, la GTC viene denominata semplicemente Astra Coupé.
Tra gli altri mercati, oltre ai già citati Paesi, europei e non, che prevedono l'Astra berlina a tre volumi, vanno ricordati i siti di produzione a San Pietroburgo, in Russia, e a Zaporižžja in Ucraina. Inoltre, in Europa e Australia, questo modello di auto è usato da Google per scattare le foto di Street View.